# Lilith Grasmug

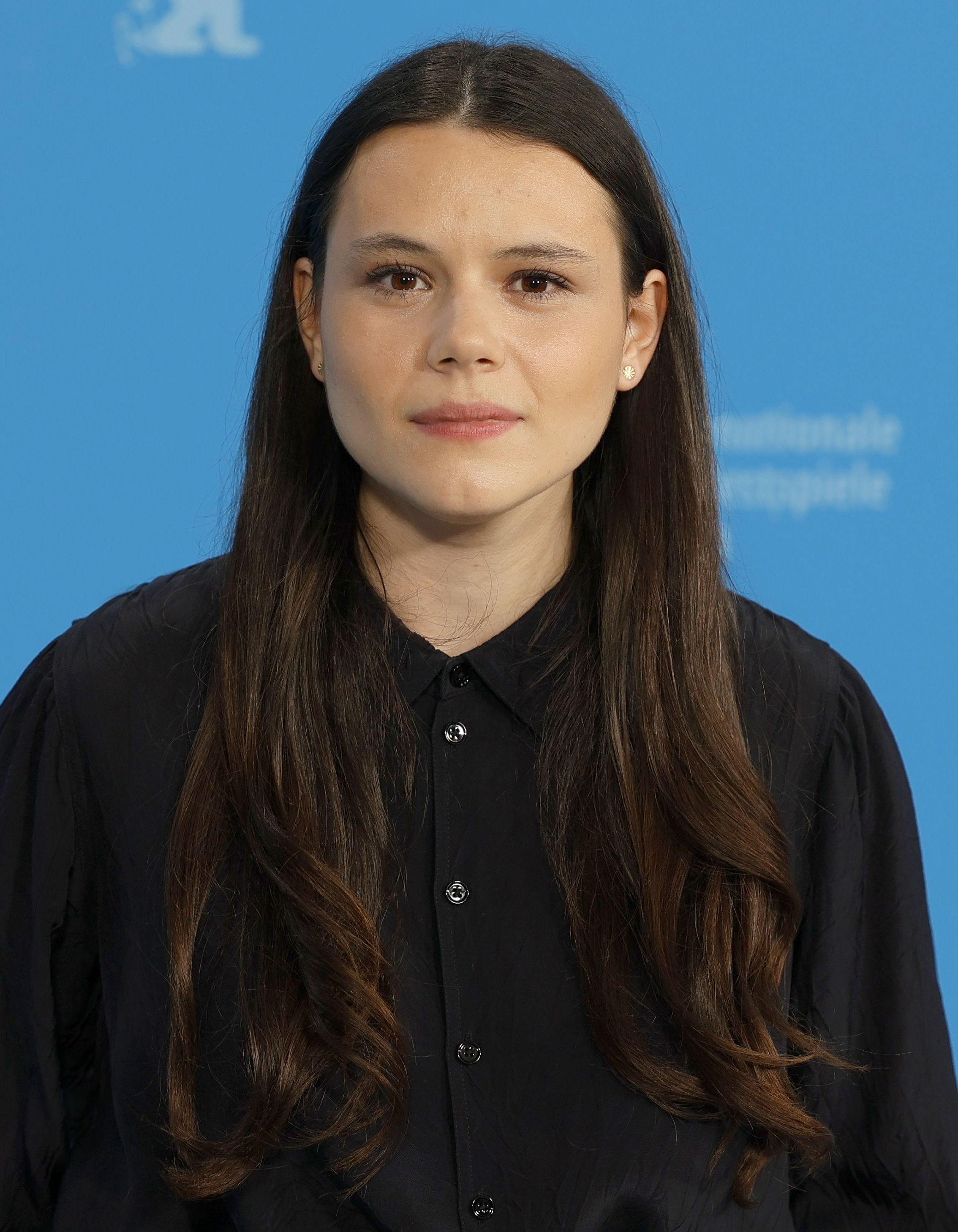
Lilith Grasmug (2024)

Lilith Grasmug (* im 20. oder 21. Jahrhundert in Paris) ist eine französische Schauspielerin.

## Leben und Karriere
Die Tochter österreichischer Eltern begann ab Mitte der 2010er-Jahre als Schauspielerin in französischen Kurzfilmen in Erscheinung zu treten. Nach Hauptrollen in Joanne Rakotoarisoas zehnminütigem Streifen Louves (2016) und Julie Collys 29-Minüter Blühendes Verlangen (2018) gab Grasmug ihr Spielfilmdebüt in Virgil Verniers preisgekröntem Drama Sophia Antipolis (2018). Colly setzte die Jugendliche noch einmal in dem 8-minütigen Fantasyfilm L’autre sur ma tête (2018) ein.
Im Jahr 2020 gewann Grasmug den Darstellerpreis des Filmfestivals Premiers Plans von Angers für ihre Leistung als 15-jährige Noée in Mathilde Chavannes 23-minütigem Kurzfilm Noée dans la tempête. Zwei Jahre später wurde sie im Vorfeld der Verleihung der Césars 2022 in die Gruppe der „Les Révèlations“ aufgenommen, eine Vorstufe für Nachwuchstalente, die um den wichtigsten französischen Filmpreis in den Kategorien Nachwuchsdarsteller und Nachwuchsdarstellerin konkurrieren. Grasmug qualifizierte sich zwar für ihre Darstellung des jugendlichen Vergewaltigungsopfers Louise in Jean-Christophe Meurisses Tragikomödie Oranges sanguines, gelangte aber trotz Kritikerlob nicht unter die finalen fünf Nominierten.
Ihre erste Hauptrolle erhielt Grasmug von der schweizerischen Filmregisseurin Carmen Jaquier, die sie in dem Historiendrama Foudre (2022) besetzte. Darin war sie als junge Frau zu sehen, die nach dem Tod ihrer Schwester aus dem Kloster zurück in ein katholisches Bergdorf um 1900 gebracht wird. Dort lernt sie gemeinsam mit drei jungen Männern ihre Sexualität kennen und beginnt wie schon ihre Schwester gegen die kirchlichen Zwänge zu rebellieren. Das Werk „über die panische Angst der Kirche vor der Lust, über geistige Enge und die nicht zu bändigende jugendliche Neugierde“ wurde vielfach preisgekrönt und 2024 als schweizerischer Kandidat auf den Auslandsoscar entsandt. Grasmug selbst wurde beim Filmfest Rom für ihre schauspielerische Leistung eine lobende Erwähnung zuteil.
Nach einer größeren Rolle in Romain de Saint-Blanquats preisgekröntem Jugenddrama La Morsure (2023) an der Seite von Léonie Dahan-Lamort folgten 2024 gemeinsam mit der deutschen Nachwuchsschauspielerin Josefa Heinsius die Hauptrollen in Claire Burgers Jugendfilm Langue Étrangère (2024) neben Chiara Mastroianni und Nina Hoss. Die europäische Koproduktion wurde in den Hauptwettbewerb der 74. Berlinale aufgenommen.
Parallel zu ihrer Schauspielkarriere studierte Lilith Grasmug Kunstgeschichte und Filmwissenschaft.

## Filmografie (Auswahl)
- 2016: Louves (Kurzfilm)
- 2018: Blühendes Verlangen (Si tu t’imagines, Kurzfilm)
- 2018: Sophia Antipolis
- 2018: L’autre sur ma tête (Kurzfilm)
- 2019: Noée dans la tempête (Kurzfilm)
- 2019: Regarde passer mon fantôme (Kurzfilm)
- 2021: Oranges sanguines
- 2022: Passagiere der Nacht (Les passagers de la nuit)
- 2022: Foudre
- 2023: La Morsure
- 2024: Tandem – In welcher Sprache träumst Du? (Langue Étrangère)

## Auszeichnungen
- 2020: Festival Premiers Plans von Angers – Darstellerpreis für Noée dans la tempête
- 2022: César – Aufnahme in die Liste der „Les Révèlations“ für Oranges sanguines
- 2022: Filmfest Rom – Lobende Erwähnung für Foudre